# Ерхіліо Гато
Ерхіліо Педро Гато (нід. Ergilio Pedro Hato; 7 листопада 1926, Віллемстад, Кюрасао — пом. 18 грудня 2003, Віллемстад, Кюрасао) — нідерландський антильський футболіст, який грав на позиції воротаря. Відомий за виступами насамперед у складі збірної Нідерландських Антильських островів, у складі якої був учасником літніх Олімпійських ігор 1952 року.

## Футбольна кар'єра
Ерхіліо Гато на клубному рівні грав у команді з Віллемстада «Йонг Голланд». У складі збірної території Кюрасао, пізніше Нідерландських Антильських островів грав з 1944 до 1955 року. Як на клубному рівні, так і на рівні збірної відзначався неабиякою реакцією, за що отримав прізвисько «Чорна пантера» (Pantera Negra), неодноразово сам відзначався забитими м'ячами. У складі збірної Ерхіліо Гато у 1946 році став бронзовим призером Ігор Центральної Америки і Карибського басейну, а в 1950 році став у складі збірної переможцем ігор. У 1952 році Гато у складі збірної брав участь у літніх Олімпійських іграх 1952 року, що стало єдиною появою футболістів Нідерландських Антил на Олімпійських іграх. На Олімпіаді в єдиному матчі збірна Нідерландських Антил мінімально поступилася турецькій збірній з рахунком 1-2. У 1955 році Ерхіліо Гато в складі збірної став бронзовим призером Панамериканських ігор, та став срібним призером чемпіонату країн Центральної Америки та Карибського басейну.
Помер Ерхіліо Гато у 2003 році у Віллемстаді. На його честь названий стадіон у Віллемстаді, на якому грає збірна Кюрасао з футболу.

## Титули і досягнення
- Переможець Ігор Центральної Америки та Карибського басейну: 1950
- Бронзовий призер Ігор Центральної Америки та Карибського басейну: 1946
- Бронзовий призер Панамериканських ігор: 1955